# Harish Kalyan
Harish Kalyan (Nacido 29 de junio de 1990) es un actor de película indio quién ha aparecido en películas tamiles. Debutó como actor en la película Sindhu Samaveli (2010) con Amala Paul, antes de ser notado para sus interpretaciones en Poriyaalan (2014) y Vil Ambu (2016). También es uno de los concursantes en Bigg Jefe Tamil estación 1.

## Carrera

### Películas
Harish Kalyan debutó en la película polémica Sindhu Samaveli (2010) de director Samy, interpretando el papel de Anbu, la esposa de quien tiene una relación ilícita con su suegro. Los críticos describieron su papel próximo en el musical Aridhu Aridhu como "vale", pero la película falló a vender muchas entradas y no fue un gran éxito. Luego, Harish apareció en S. Un. Chandrasekhar Sattapadi Kutram con actores Sathyaraj, Vikranth y Muktha Bhanu. La película exhibió las dificultades del sistema judicial y Harish interpretó a un mocoso que recibió la oportunidad para cambiar su vida. La película recibió reseñas pésimas.
Harish apareció con Karunas, Shweta Basu Prasad y Sanjana Singh en la película de comedia Chandamama (2013). Él apareció en una docena de películas antes de tener éxito en los thrillers Poriyaalan (2014) y Vil Ambu (2016). En Vil Ambu, él interpretó un chico de clase medio quién aspira a ser fotógrafo. Su próximo proyecto estará titulado Kanni Vedi. Esta película está escrita y dirigido por Ganesh, el exayudante de Director Hari.

### Música
En 2016, Harish Kalyan lanzó una canción se llama Soy Solo, como el cantante y el escritor de letras. La música fue escrita por L. V. Muthukumarasamy.

### Televisión
Harish es un en un concursante en el reality show tamiles, Bigg Jefe Tamil Estación 1, presentó por Kamal Hassan en Vijay TV. Harish era introducido al programa en el 52.º día del programa como entrada "wild card".

## Filmografía
| Año  | Película                   | Función                 | Notas |
| ---- | -------------------------- | ----------------------- | ----- |
| 2010 | Sindhu Samaveli            | Anbu                    |       |
| 2010 | Aridhu Aridhu              |                         |       |
| 2013 | Chandhamama                | Yuvan                   |       |
| 2014 | Poriyaalan                 | Saravanan               |       |
| 2016 | Vil Ambu                   | Arul                    |       |
| 2017 | Kaadhali (película telugu) | película telegu (debut) |       |
| 2017 | Untitled Proyecto          | película tamiles        |       |
| 2018 | Kanni Vedi                 |                         |       |